# Aéroport international de Magnitogorsk
L’aéroport de Magnitogorsk (en russe : Международный аэропорт Магнитогорск) est un aéroport international implanté à 19 km de Magnitogorsk, une ville de 400 000 habitants dans le sud de l'Oural, en Russie. Il supporte surtout des vols moyens courriers.

## Situation

### Carte des aéroports russes
| \| 50 km1:1 791 000 \| Koursk Abakan Anapa Pskov Arkhangelsk Astrakhan Barnaoul Belgorod Blagoveshchensk Bratsk Grozny Guelendjik Iakoutsk Iékaterinbourg Ijevsk Ioujno-Sakhalinsk Irkoutsk Kaliningrad Kazan Kemerovo Khabarovsk Khanty-Mansiïsk Krasnodar Krasnoïarsk Magadan Magnitogorsk Makhachkala Mineralnye Vody Mirny Moscou · SVO Moscou · DME Moscou-VKO Mourmansk Narian-Mar Nijnekamsk Nijnevartovsk Nijni Novgorod Noïabrsk Alykel Novokouznetsk Novossibirsk Novy Ourengoï Omsk Orenbourg Oufa Oulan-Oude Oulianovsk Perm Petropavlovsk-Kamtchatski Rostov · sur-le-Don Sabetta Saint-Pétersbourg Salekhard Samara Saratov Simferopol Sotchi Sourgout Stavropol Kyzyl Syktyvkar Tcheliabinsk Tchita Tioumen Tomsk Vladivostok Volgograd Voronej |
| 50 km1:1 791 000 |

## Compagnies et destinations
| Compagnies    | Destinations        |
| ------------- | ------------------- |
| Aeroflot      | Moscou Chérémétiévo |
| Ural Airlines | Simféropol          |
| Utair         | Moscou-Vnoukovo     |

Édité le 07/02/2018